# Діброва (Шосткинський район)
Дібро́ва —  село в Україні, у Ямпільській селищній громаді Шосткинського району Сумської області. Населення становить 8 осіб. До 2020 орган місцевого самоврядування — Ямпільська селищна рада.

## Географія
Село Діброва розміщене за 4 км від правого берега річки Шостка. На відстані 2 км розташоване село Окіп. До села примикають великі лісові масиви (сосна, дуб). Поруч проходить автомобільна дорога Т 1915.

## Історія
12 червня 2020 року, відповідно до розпорядження Кабінету Міністрів України № 723-р «Про визначення адміністративних центрів та затвердження територій територіальних громад Сумської області», село увійшло до складу Ямпільської селищної громади.
19 липня 2020 року, в результаті адміністративно-територіальної реформи та ліквідації Ямпільського району, село увійшло до складу новоутвореного Шосткинського району.